# منتخب الهند لهوكي الجليد
منتخب الهند الوطني لهوكي الجليد (بالإنجليزية: India men's national ice hockey team) هو ممثل الهند الرسمي في المنافسات الدولية في هوكي الجليد .